# Limnophila (Limnophila) subapterogyne
Limnophila (Limnophila) subapterogyne is een tweevleugelige uit de familie steltmuggen (Limoniidae). De soort komt voor in het Australaziatisch gebied.